# 1578년

## 연호
- 명(明) 만력(萬曆) 6년
- 일본(日本) 덴쇼(天正) 6년
- 후 레 왕조(後黎朝) 꽝흥(光興) 원년
- 막 왕조(莫朝) 숭캉(崇康) 11년 / 지엔타인(延成) 원년

## 기년
- 류큐(琉球) 쇼에이왕(尚永王) 6년
- 명(明) 신종 만력제(神宗 萬曆帝) 6년
- 조선(朝鮮) 선조(宣祖) 11년
- 후 레 왕조(後黎朝) 세종(世宗) 6년
- 막 왕조(莫朝) 막머우헙(莫茂洽) 14년

## 사건
- 영국 프랜시스 드레이크가 혼곶과 드레이크 해협 발견

## 탄생
- 조선의 서화가 이정. (~1607년)

## 사망
- 1월 6일 - 조선 제12대 국왕 인종의 정비 인성왕후. (1514년~)
- 4월 19일 - 일본 센고쿠 시대의 장수 우에스기 겐신. (1530년~)
- 조선의 학자, 문신, 권율의 아버지 권철. (1503년~)